# NGC 96
NGC 96 é uma galáxia lenticular (S0) localizada na direcção da constelação de Andromeda. Possui uma declinação de +22° 32' 48" e uma ascensão recta de 0 horas, 22 minutos e 17,8 segundos.
A galáxia NGC 96 foi descoberta em 24 de Outubro de 1884 por Guillaume Bigourdan.